# Kaivalya-Upanishad
Die Kaivalya-Upanishad oder auch Kaivalyopanishad ist die zwölfte der 108 Upanishaden des Muktika-Kanons. Sie gehört zur Shaiva-Tradition und bildet einen Teil des Atharva Veda.

## Etymologie
Die Bezeichnung Kaivalya-Upanishad – कैवल्य उपनिषद् - ist vom Sanskritbegriff kaivalya – कैवल्य – abgeleitet, welcher Befreiung, Absonderung, Loslösen, Isolation, Emanzipation bedeutet.

## Beschreibung

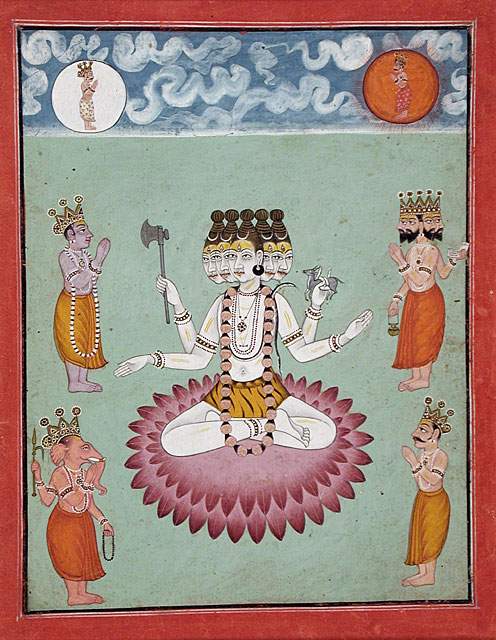
Der fünfköpfige Sadashiva wird von verschiedenen Göttern begrüßt

Neben einer am Anfang und Ende des Versteils platzierten Gebetsformel besteht die Kaivalya-Upanishad aus insgesamt 26 Versen. Sie behandelt ein Gespräch zwischen dem Seher Ashvalayana und dem Gott Brahma über Kaivalya. Kaivalya kann als zu Emanzipation führende Absonderung oder Isolation übersetzt werden. Im weiteren Sinne ist auch Absolutheit gemeint. Hauptthema der Kaivalya-Upanishad ist Entsagung, deren sämtliche bisher bekannten Aspekte wiederholt werden. Die Upanishad fügt aber durchaus auch ihre eigenen Vorstellungen zu diesem Themenkreis hinzu.
Ashvalana fordert Brahma auf, die Geheimnisse des Brahmavidya bloßzulegen, um zu einem Verständnis des Purusha, dem Höchsten Wesen, gelangen zu können. Daraufhin unterstreicht Brahma die Bedeutung von Sannyasa (Entsagung), da Asketen eine größere Welt als Svarga (Himmel) erreichen und bei der Auflösung des Universums Emanzipation innerhalb Brahmas Reich finden.
Brahma geht dann auf die Größe des Gottes Shiva ein und empfiehlt, über ihn zu meditieren. Shiva besitzt viele Erscheinungsformen. Er ist der Ewige, der Alldurchdringende, umgeben mit gestaltlosem Chit-Ananda (Bewusstsein-Seligkeit). Shiva wird dann kurz beschrieben, unter anderem werden seine blaue Kehle und seine drei Augen erwähnt. Er ist der Allsehende und der Ursprung des Universums. Shiva wird dann mit anderen Gottheiten gleichgesetzt wie beispielsweise Brahma, Vishnu, dem Götterkönig Indra, dem Feuergott Agni, dem Sonnen- und dem Mondgott, aber auch mit abstrakten Begriffen wie Zeit, Prana (Lebenskraft) etc.
Weiter führt Brahma aus, dass der Atman alle Lebewesen durchdringt und dass sämtliche Lebewesen ihrerseits wiederum im Atman ruhen. Wer dies erkennt erreicht Erlösung. Er gibt ferner den Rat, wie ein Arani (Rührlöffel) und zum Om zu werden, um dann mittels Meditation Ajnana (Unwissenheit – Gegensatz von Jnana) "herauszurühren". Ein Lebewesen (Jiva), das der Illusion (Maya) anheimgefallen ist, genießt Körperfreuden wie beispielsweise Frauen, Speis und Trank. Durch Maya eingeschläfert rutscht das Lebewesen in die Umnachtung (Tamas) und verspürt irreelle Freuden. Das Intonieren des aus dem Brahman hervorgegangenen Om kann mit dem Reiben zweier Feuerhölzer verglichen werden. Das so entstandene Feuer entzündet Bewusstheit im Herzen und verbrennt sämtliche Verfehlungen zu Asche.
Der Jiva besitzt drei Körperzustände (Wachen, Träumen und Tiefschlaf), die alle vom Höchsten Brahman, welches mit Shiva gleichgesetzt wird, ausgehen. Brahma geht dann auf Shivas Rede ein, in der dieser sich als Höchstes Wesen (Sadashiva) bezeichnet. Ferner sei er Bewusstsein, der ewige Purusha. Er werde gepriesen als Guru des Veda und des Vedanta, jenseits von Geburt und Tod, der Herr und Licht des Universums. Er höre ohne Ohren und sehe ohne Augen. Shiva befinde sich jenseits der Elemente und sei somit nicht zu verstehen. Außerdem sei er der Paramatman (Höchste Seele), der sich in allen Lebewesen aufhält.
Zum Schluss werden die Verdienste im Rezitieren der Kaivalya-Upanishad erwähnt. Unter  gleichzeitiger Hingabe an Shiva soll der Rezitierende von verschiedenen Sünden befreit werden und den Kreislauf des Samsara (Geburt-Tod-Wiedergeburt) beenden Können. Höchstes Wissen werde zuteil und Kaivalya stelle sich ein.

## Kommentare
Kommentare zur Kaivalya-Upanishad wurden von Upanishad Brahmayogin (um ca. 1800) und von Osho (1931–1990) verfasst. Aurobindo schrieb 1912 einen unvollständigen Kommentar, der nur den ersten Vers enthält und erst 1971 veröffentlicht wurde. Sarvepalli Radhakrishnan hat die Kaivalya-Upanishad 1953 in seinem Buch The Principal Upanishads ins Englische übersetzt.